# 科学技術情報流通技術基準
科学技術情報流通技術基準（Standards for Information of Science and Technology、略称SIST）とは、科学技術情報の流通を円滑にするために、学術情報の記述方式、構成や様式についてさまざまな基準を定めたものである。独立行政法人科学技術振興機構が策定を担当している。

## 概要
論文の様式、データベースのフォーマットなど、様々な標準が規定されている。1969年に科学技術情報の全国的流通システム（National Information System for Science and Technology、略称NIST）の計画が作成され、学術情報データの標準化、共通化を行う必要があることが指摘された。それを受けて1973年に旧科学技術庁に科学技術情報流通技術基準検討会が設置され、具体的な基準の検討が始められた。1980年にはSIST01、02、03が制定され、その後も順次基準が追加が行われている。2001年には電子出版物や電子投稿の形式や方法について定められたSIST14の基準が制定された。また2007年には、昨今の情報流通の電子化に対応するためSIST02、05、06の改訂が行われた。普及についても科学技術振興機構が担当し、SISTセミナーが年1回程度開催されている。

## 基準の種類
- SIST 01 - 抄録作成
- SIST 02 - 参照文献の書き方
- SIST 03 - 書誌情報交換用レコードフォーマット(外形式)
- SIST 04 - 書誌情報交換用レコードフォーマット(内形式)
- SIST 05 - 雑誌名の表記
- SIST 06 - 機関名の表記
- SIST 07 - 学術雑誌の構成とその要素
- SIST 08 - 学術論文の構成とその要素
- SIST 09 - 科学技術レポートとその様式
- SIST 10 - 書誌データの記述
- SIST 11 - 数値情報交換用レコード構成
- SIST 12 - 会議予稿集の様式
- SIST 13 - 索引作成
- SIST 14 - 電子投稿規定作成のためのガイドライン